# Young Dylan
Young Dylan, est une série télévisée américaine sitcom sur le rap créée par Tyler Perry et diffusée entre le 29 février 2020 et le 30 avril 2025 sur Nickelodeon.
En France, la série est diffusée depuis le 5 décembre 2020 sur Nickelodeon France et sur BET. La série est disponible sur Paramount+ internationalement y compris au Québec.

## Synopsis
Les Wilson, une famille afro-américaine de la ville de Atlanta, voit son quotidien bouleversé par l'arrivée du neveu, Dylan. Aspirante star du hip-hop, le jeune garçon donne du fil à retordre à son oncle et sa tante désireux de lui inculquer les mêmes valeurs qu'à leurs enfants, Charlie et Rebecca.

## Distribution

### Acteurs principaux
- Dylan Gilmer (VFB : Émilie Guillaume) : Dylan Wilson/Young Dylan
- Celina Smith (VFB : Elsa Poisot) : Rebecca Wilson
- Hero Hunter (VFB : Deborah Rouach) : Charlie Wilson
- Jet Miller (VFB : Laetitia Liénart) : Bethany
- Mieko Hillman (VFB : Célia Torrens) : Yasmine Wilson
- Aloma Wright (VFB : Nathalie Hons) : Viola Wilson
- Carl Anthony Payne II (en) (VFB : Karim Barras) : Myles Wilson

### Acteurs récurrents
- Samuel Goergen (VFB : Raphaëlle Bruneau) : Booder
- Rodney J. Hobbs : Principal Matthews
- Rowan Bousaid : Mr .Elliot
- Ryder Duncan : Christian

## Invités
- Elizabeth June (VFB : Bernadette Mouzon) : Grace
- Diesel La Torraca (VFB : Ioanna Gkizas) : Ace
- Keliah Davies (VFB : Marie du Bled) : Kelly
- Tabeeka Jordan (VFB : Bernadette Mouzon) : Teacher 1
- Peyton Jackson (VFB : Thibaut Delmotte) : Jeremy
- Trinity Swearington (VFB : Audrey d' Hulstère) : Sticks

## Production

### Développement
Le 18 mars 2021, la série est renouvelée pour une deuxième saison de 20 épisodes. Le 11 novembre 2021, la série a été renouvelée pour une troisième saison de 20 épisodes. Le 13 mai 2023, la série a été renouvelée pour une quatrième saison de 20 épisodes. La quatrième saison est diffusée entre le 6 septembre 2023 et le 10 janvier 2024 avec un total de 18 épisodes sur les 20 épisodes prévus. Le 3 juillet 2024, la série a été renouvelée pour une cinquième saison de 13 épisodes. Le tournage a commencé le 8 juillet 2024 et s'est terminée le 2 août 2024. Le 5 mai 2025, la série est annulée après cinq saisons.

### Fiche technique
Sauf indication contraire, les informations mentionnées dans cette section peuvent être confirmées par la base de données cinématographiques IMDb,  présente dans la section « Liens externes ».
- Titre original : Tyler Perry's Young Dylan
- Titre français : Young Dylan, la série de Tyler Perry
- Création : Tyler Perry
- Réalisation : Adrian Thatcher, Chip Hurd, Kim Fields et Derrick Doose
- Scénario : Tyler Perry, Mark E. Swinton, Shamar Michael Curry, Scott Taylor et Wesley Jermaine Johnson
- Musique :
  - Compositeur(s) : Elvin Ross
  - Compositeur(s) de musique thématique : Celeste Debro, Joel C. High, Dena Williams
  - Thème d'ouverture : You Gon' Love Young Dylan par Dylan Gilmer
- Production :
  - Producteur(s) : Mark E. Swinton et Will Areu
  - Producteur(s) exécutive(s) : Michelle Sneed et Tyler Perry
- Société(s) de production : Nickelodeon Productions
- Pays d'origine :  États-Unis
- Langue d'origine : Anglais
- Format :
  - Format image : 720p (HDTV)
  - Format audio : 5.1 surround sound
- Genre : Comédie
- Durée : 22-23 minutes
- Date de première diffusion :
  - 29 février 2020 sur Nickelodeon
  - 5 décembre 2020 sur Nickelodeon France
- Classification : déconseillé aux moins de 7 ans

Adaptation
- Version française :
  - Société de doublage : Lylo
  - Direction artistique : Gauthier de Fauconval
  - Chargée de production : Renaud Barne
  - Adaptation des dialogues : Jules Drouaud, Mathis Dodu
  - Techniciens : Axel Jacquemin, Ju-Hun Lee, Maxime Sallet, Toavino Iavoson Razafindralambo

## Épisodes
| Saison | Saison | Épisodes | États-Unis       | États-Unis      |
| Saison | Saison | Épisodes | Début de saison  | Fin de saison   |
| ------ | ------ | -------- | ---------------- | --------------- |
|        | 1      | 14       | 29 février 2020  | 3 octobre 2020  |
|        | 2      | 20       | 12 juin 2021     | 9 décembre 2021 |
|        | 3      | 19       | 19 juin 2022     | 20 avril 2023   |
|        | 4      | 19       | 6 septembre 2023 | 10 janvier 2024 |
|        | 5      | 13       | 18 décembre 2024 | 30 avril 2025   |

### Première saison (2020)
La première saison est diffusée entre le 29 février 2020 et le 3 octobre 2020.
| №  | #  | Titre français               | Titre original     | Première diffusion | Code prod. |
| -- | -- | ---------------------------- | ------------------ | ------------------ | ---------- |
| 1  | 1  | Un ami imaginaire            | Imaginary Friends  | 29 février 2020    | 101        |
| 2  | 2  | L'École de la rue            | Street Smart       | 7 mars 2020        | 103        |
| 3  | 3  | Poursuis tes rêves           | Chasing That Dream | 14 mars 2020       | 104        |
| 4  | 4  | L'Art du maquillage          | Plain Faces        | 21 mars 2020       | 105        |
| 5  | 5  | La Figure d'autorité         | The Enforcer       | 28 mars 2020       | 106        |
| 6  | 6  | Le Discours                  | Speechless         | 13 juin 2020       | 102        |
| 7  | 7  | Acceptez ces quelques fleurs | Flowers            | 20 juin 2020       | 107        |
| 8  | 8  | Dans le pétrin               | In Too Deep        | 27 juin 2020       | 108        |
| 9  | 9  | Maman, vais-je un jour…      | Mother May I       | 11 juillet 2020    | 109        |
| 10 | 10 | Leçons de vie                | Teachable Moments  | 18 juillet 2020    | 110        |
| 11 | 11 | Beauté naturelle             | Natural Beauty     | 25 juillet 2020    | 111        |
| 12 | 12 | Livraison spéciale           | Special Delivery   | 19 septembre 2020  | 112        |
| 13 | 13 | Le rap game                  | The Rap Game       | 26 septembre 2020  | 113        |
| 14 | 14 | Le Cadeau                    | The Gift           | 3 octobre 2020     | 114        |

### Deuxième saison (2021)
La deuxième saison est diffusée entre le 12 juin 2021 et le 9 décembre 2021.
| №  | #  | Titre français                          | Titre original                    | Première diffusion | Code prod. |
| -- | -- | --------------------------------------- | --------------------------------- | ------------------ | ---------- |
| 15 | 1  | Des bleus à l'âme                       | Food for the Soul                 | 12 juin 2021       | 201        |
| 16 | 2  | My Fair Charlie                         | My Fair Charlie                   | 19 juin 2021       | 202        |
| 17 | 3  | Le conte de deux rappeurs               | A Tale of Two Rappers             | 26 juin 2021       | 203        |
| 18 | 4  | Les Einstein                            | Einsteins                         | 3 juillet 2021     | 204        |
| 19 | 5  | Ce qui est fait est fait                | Who Done Done It?                 | 10 juillet 2021    | 205        |
| 20 | 6  | Complices de la rime                    | Partners in Rhyme                 | 17 juillet 2021    | 209        |
| 21 | 7  | Tout pour les Magnitudes                | Coppin' Magnitudes                | 7 août 2021        | 206        |
| 22 | 8  | L'infiltration                          | Oceans 11am                       | 14 août 2021       | 207        |
| 23 | 9  | Trottinette en cachette                 | Cruisin' for a Bruisin            | 21 août 2021       | 208        |
| 24 | 10 | Scouts écureuils et masques aux algues  | Squirrel Scouts and Seaweed Masks | 23 septembre 2021  | 210        |
| 25 | 11 | Charlie le mauvais garçon               | Charlie the Bad Boy               | 30 septembre 2021  | 211        |
| 26 | 12 | Dylan et Rebecca contre Alcatraz        | Dylan and Rebecca vs. Alcatraz    | 7 octobre 2021     | 212        |
| 27 | 13 | Tellement d'activités                   | So Many Lessons                   | 14 octobre 2021    | 213        |
| 28 | 14 | Les couloirs hantés                     | Haunted Halls                     | 21 octobre 2021    | 214        |
| 29 | 15 | Dylan contre Mystery X                  | Dylan vs. Mystery X               | 28 octobre 2021    | 215        |
| 30 | 16 | La guerre des cousins                   | Bunk Hate                         | 4 novembre 2021    | 216        |
| 31 | 17 | Qui sème le vent...                     | Snitches Get Stitches             | 18 novembre 2021   | 217        |
| 32 | 18 | A crédit                                | Taking Credit                     | 25 novembre 2021   | 218        |
| 33 | 19 | En attendant le Père Noël               | Waiting for Santa                 | 2 décembre 2021    | 219        |
| 34 | 20 | Les rêves de rappeur deviennent réalité | Rap Dreams Do Come True           | 9 décembre 2021    | 220        |

### Troisième saison (2022-2023)
La troisième saison est diffusée entre le 19 juin 2022 et le 13 avril 2023.
| №  | #  | Titre français                                      | Titre original,                                                | Première diffusion | Code prod. |
| -- | -- | --------------------------------------------------- | -------------------------------------------------------------- | ------------------ | ---------- |
| 35 | 1  | Le Jour de la Liberté                               | Friday the Juneteenth                                          | 19 juin 2022       | 309        |
| 36 | 2  | L'arnaqueur (cross-over avec Lay Lay dans la place) | How to Catch a Scammer (cross-over avec Lay Lay dans la place) | 21 juillet 2022    | 303        |
| 37 | 3  | Dylan devient célèbre                               | Dylan Blows Up                                                 | 28 juillet 2022    | 301        |
| 38 | 4  | La folle journée de Dylan et Charlie                | Dylan & Charlie's Day Off                                      | 4 août 2022        | 302        |
| 39 | 5  | Le chapardeur de cadeaux                            | The Gift Grift                                                 | 15 septembre 2022  | 304        |
| 40 | 6  | Quand le pouvoir monte à la tête                    | Power Trippin                                                  | 22 septembre 2022  | 305        |
| 41 | 7  | Le jeu vidéo de la discorde                         | Fame, Blame & Video Games                                      | 29 septembre 2022  | 306        |
| 42 | 8  | Les cours du samedi                                 | Saturday School                                                | 13 octobre 2022    | 307        |
| 43 | 9  | La chasse au trésor                                 | On the Hunt for Fun                                            | 20 octobre 2022    | 308        |
| 44 | 10 | Les gosses de Chi                                   | The Chi Ones                                                   | 27 octobre 2022    | 310        |
| 45 | 11 | L'homme de la Renaissance                           | Renaissance Man                                                | 16 février 2023    | 319        |
| 46 | 12 | La dure réalité                                     | Reality Bites                                                  | 23 février 2023    | 311        |
| 47 | 13 | Le bal du sabotage                                  | A Corsage With Your Sabotage                                   | 2 mars 2023        | 312        |
| 48 | 14 | Le sortilège                                        | Curse This Verse                                               | 9 mars 2023        | 313        |
| 49 | 15 | La formule anti rabat-joie                          | Principal Party Pooper                                         | 16 mars 2023       | 314        |
| 50 | 16 | Le journal intime                                   | Burning After Reading                                          | 23 mars 2023       | 315        |
| 51 | 17 | C'est qui le patron ?                               | Who's the Boss                                                 | 30 mars 2023       | 316        |
| 52 | 18 | Le meilleur                                         | The GOAT                                                       | 6 avril 2023       | 317        |
| 53 | 19 | Le rap à huit pattes                                | Between a Roach and a Hard Place                               | 13 avril 2023      | 320        |

### Quatrième saison (2023-2024)
La quatrième saison est diffusée entre le 6 septembre 2023 et le 10 janvier 2024.
| №  | #  | Titre français                  | Titre original,               | Première diffusion | Code prod. |
| -- | -- | ------------------------------- | ----------------------------- | ------------------ | ---------- |
| 54 | 1  | L'affaire du coffret mystérieux | Build it and They Will Flow   | 6 septembre 2023   | 401        |
| 55 | 2  | Le rival de Dylan               | Dylan’s Villain               | 13 septembre 2023  | 318        |
| 56 | 3  | Pas de camping, pas de problème | No Camping, No Problem        | 20 septembre 2023  | 403        |
| 57 | 4  | Wilson contre Wilson            | Wilson vs. Wilson             | 27 septembre 2023  | 404        |
| 58 | 5  | Intelligence Artificielle       | Artificial Intelligence       | 4 octobre 2023     | 405        |
| 59 | 6  | Grand Nettoyage                 | So Fresh, So Clean            | 11 octobre 2023    | 406        |
| 60 | 7  | Danse avec les fils             | Dancing with the Sons         | 18 octobre 2023    | 407        |
| 61 | 8  | La famille Wilson               | The Wilson Family             | 25 octobre 2023    | 415        |
| 62 | 9  | Meilleures ennemies             | Best Friends For-Never        | 1er novembre 2023  | 408        |
| 63 | 10 | La photo parfaite               | Picture Perfect               | 8 novembre 2023    | 409        |
| 64 | 11 | Dé-livrez-nous de Viola         | Deliver Us From Viola         | 15 novembre 2023   | 410        |
| 65 | 12 | Une vie pimentée                | Hot Takes                     | 22 novembre 2023   | 412        |
| 66 | 13 | Mannequin d'un jour             | Model Behavior                | 29 novembre 2023   | 411        |
| 67 | 14 | Petit garçon deviendra grand    | Boyz to Men                   | 6 décembre 2023    | 413        |
| 68 | 15 | On s'éclate                     | What's Poppin                 | 13 décembre 2023   | 414        |
| 69 | 16 | Un Noël en camion               | A Very Delivery Van Christmas | 20 décembre 2023   | 402        |
| 70 | 17 | Duel de soirées pyjama          | Sleepover Showdown            | 27 décembre 2023   | 416        |
| 71 | 18 | Plus de buzz, plus de problèmes | Mo Viral, Mo Problems         | 3 janvier 2024     | 417        |
| 72 | 19 | Que le label commence           | Rhyme It and They Will Come   | 10 janvier 2024    | 418        |

### Cinquième saison (2024-2025)
La cinquième saison est diffusée entre le 12 décembre 2024 et le 30 avril 2025.
| №  | #  | Titre français         | Titre original             | Première diffusion | Code prod. |
| -- | -- | ---------------------- | -------------------------- | ------------------ | ---------- |
| 73 | 1  | Titre français inconnu | The Wrap Battle            | 18 décembre 2024   | 501        |
| 74 | 2  | Titre français inconnu | Red Tails                  | 26 février 2025    | 513        |
| 75 | 3  | Titre français inconnu | Sharing Is Caring          | 5 mars 2025        | 502        |
| 76 | 4  | Titre français inconnu | Yours, Mine, and Also Mine | 12 mars 2025       | 503        |
| 77 | 5  | Titre français inconnu | Really Young Nova          | 19 mars 2025       | 504        |
| 78 | 6  | Titre français inconnu | Trippin'                   | 26 mars 2025       | 506        |
| 79 | 7  | Titre français inconnu | The New Kid                | 2 avril 2025       | 507        |
| 80 | 8  | Titre français inconnu | Star-Crossed Lockers       | 9 avril 2025       | 508        |
| 81 | 9  | Titre français inconnu | Keep It on the DL          | 16 avril 2025      | 509        |
| 82 | 10 | Titre français inconnu | Betting on Booder          | 23 avril 2025      | 505        |
| 83 | 11 | Titre français inconnu | Crush Groove               | 23 avril 2025      | 512        |
| 84 | 12 | Titre français inconnu | Dream Team                 | 30 avril 2025      | 510        |
| 85 | 13 | Titre français inconnu | Funcle                     | 30 avril 2025      | 511        |

## Audiences
| Saison | Épisodes | Lancement         | Lancement       | Fin de saison     | Fin de saison   |
| Saison | Épisodes | Date de diffusion | Téléspectateurs | Date de diffusion | Téléspectateurs |
| ------ | -------- | ----------------- | --------------- | ----------------- | --------------- |
| 1      | 14       | 29 février 2020   | 630 000         | 3 octobre 2020    | 400 000         |
| 2      | 20       | 12 juin 2021      | 300 000         | 9 décembre 2021   | 280 000         |
| 3      | 19       | 19 juin 2022      | 260 000         | 13 avril 2023     | 160 000         |
| 4      | 19       | 6 septembre 2023  | 87 000          | 10 janvier 2024   | NC              |